# Сарнес (Болцано)
Сарнес је насеље у Италији у округу Болцано, региону Трентино-Јужни Тирол.
Према процени из 2011. у насељу је живело 221 становника. Насеље се налази на надморској висини од 599 м.